# V-ro
 (février 2018).
Si vous disposez d'ouvrages ou d'articles de référence ou si vous connaissez des sites web de qualité traitant du thème abordé ici, merci de compléter l'article en donnant les références utiles à sa vérifiabilité et en les liant à la section « Notes et références ».
V-rol, de son vrai nom Véronique Esdras,  est une chanteuse de zouk, née en 1982 à Saint-Claude en Guadeloupe.

## Biographie
V-ro fait ses premiers pas en tant que chanteuse dans la chorale de sa paroisse.
En 2001, V-ro est engagée avec sa sœur comme choristes du groupe Zouk Look et deviennent leurs choristes.
En 2002, Jeck de Zouk Look convainc le producteur Slam de produire son premier album album Softcore.
Suivront des duos mémorables avec des artistes tels que Robert Charlot et Daly.
Son an nou, un deuxième album, voit le jour en 2005. Des sonorités acoustiques y côtoient d'autres plus modernes et c'est ainsi qu'on va de la biguine au pur zouklove, en passant par le gwo-ka et le dancehall...

## Discographie
- 2010 : Malgré tout
- 2005 : Son an nou
- 2003 : Softcore